# Rogge
Rogge är ett efternamn, som burits av bland andra:
- Bernhard Rogge (1899–19982), tysk marinofficer, viceamiral
- Jacques Rogge (1942–2021), belgisk läkare och olympisk president
- Kort Rogge (cirka 1425–1501), biskop i Strängnäs stift
- Rudolf Klein-Rogge (1885–1955), tysk skådespelare och manusförfattare